# Liste der Monuments historiques in Saint-Martin-de-Ré
Die Liste der Monuments historiques in Saint-Martin-de-Ré führt die Monuments historiques in der französischen Gemeinde Saint-Martin-de-Ré auf.

## Liste der Bauwerke
| Bezeichnung                    | Beschreibung                                                                             | Standort                             | Kennzeichnung | Schutzstatus   | Datum     | Bild           |
| ------------------------------ | ---------------------------------------------------------------------------------------- | ------------------------------------ | ------------- | -------------- | --------- | -------------- |
| Ehemalige Abtei                | heute Musée Ernest Cognacq                                                               | 13, avenue Victor Bouthillier (Lage) | PA00105205    | Classé         | 1929      | weitere Bilder |
| Zitadelle und Stadtbefestigung | Entwurf von Sébastien Le Prestre de Vauban, ausgeführt ab 1682                           | (Lage)                               | PA00105206    | Classé         | 1984      | weitere Bilder |
| Anwesen                        | herrschaftliches Anwesen, 17. und 18. Jahrhundert, darin stuckverziertes Zimmer, um 1790 | 19 und 25, rue des Gabarets (Lage)   | PA00105207    | Inscrit        | 1986      | weitere Bilder |
| Kirche St-Martin               | 15. bis 18. Jahrhundert                                                                  | (Lage)                               | PA00105208    | Classé Inscrit | 1903 1997 | weitere Bilder |
| Hôpital Saint-Honoré           |                                                                                          | 53, rue de l’Hôpital (Lage)          | PA17000015    | Inscrit Classé | 1997 1999 | weitere Bilder |
| Hôtel des Cadets               |                                                                                          | Place de la République (Lage)        | PA00105209    | Inscrit        | 1965      | weitere Bilder |
| Logis de la Baronnie           | Hôtel particulier, 1712 bis 1721                                                         | 21, rue Baron-de-Chantal (Lage)      | PA17000003    | Inscrit        | 1996      |                |
| Maison de la Vinatrie          | Fachwerkhaus, 17. Jahrhundert                                                            | 15, rue Mérindot (Lage)              | PA17000055    | Inscrit        | 2002      | weitere Bilder |

## Liste der Objekte

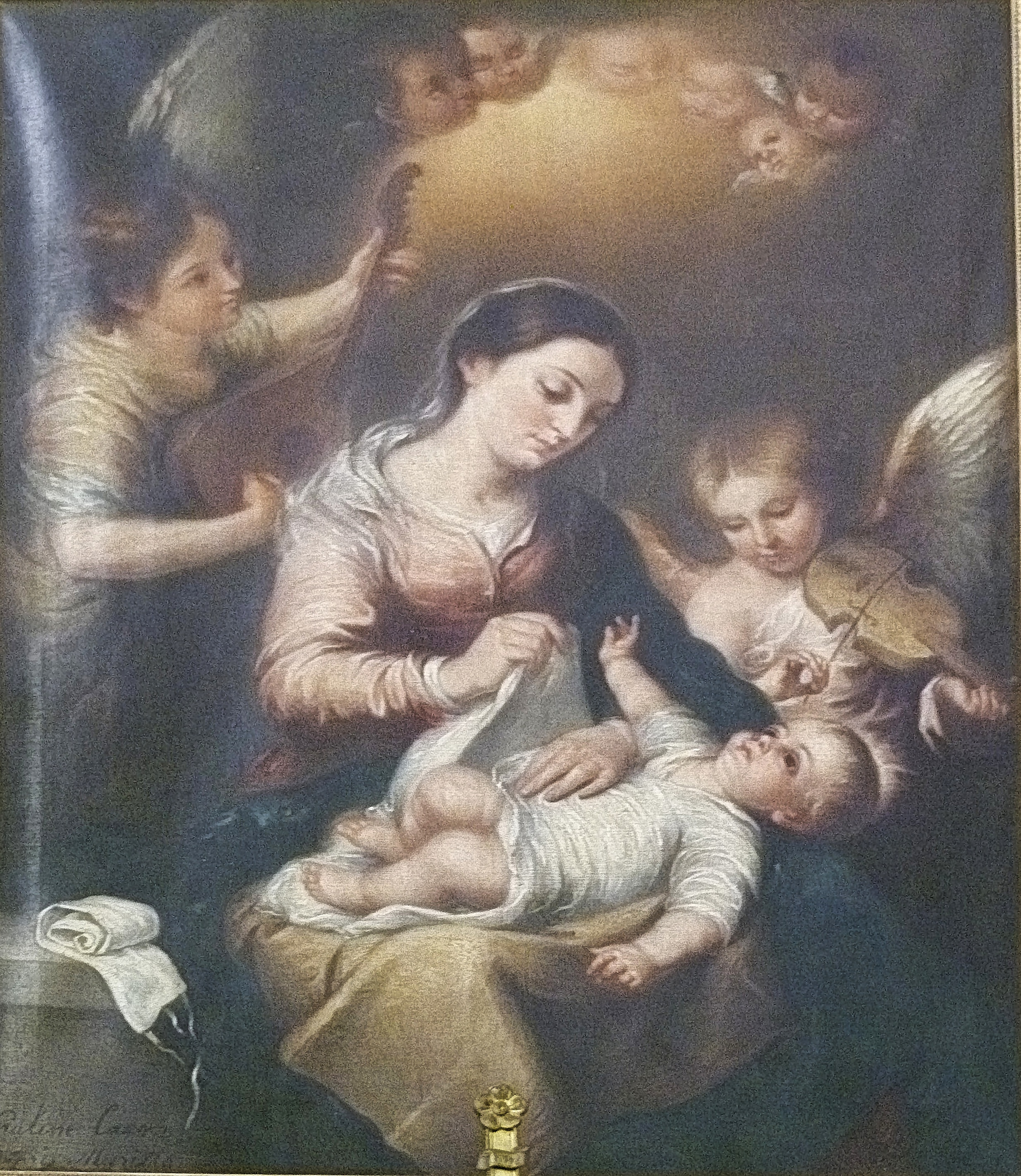
Gemälde Madonna und Kind in der Kirche St-Martin

- Monuments historiques (Objekte) in Saint-Martin-de-Ré in der Base Palissy des französischen Kultusministeriums